# Джеферсън (окръг, Орегон)
Вижте пояснителната страница за други населени места с името Джеферсън.
Окръг Джеферсън (на английски: Jefferson County) е окръг в щата Орегон, Съединени американски щати. Площта му е 4639 km², а населението - 19009 души (2000). Административен център е град Мадрас.

## Градове
- Кълвър
- Метолиъс